# Antinoo Braschi

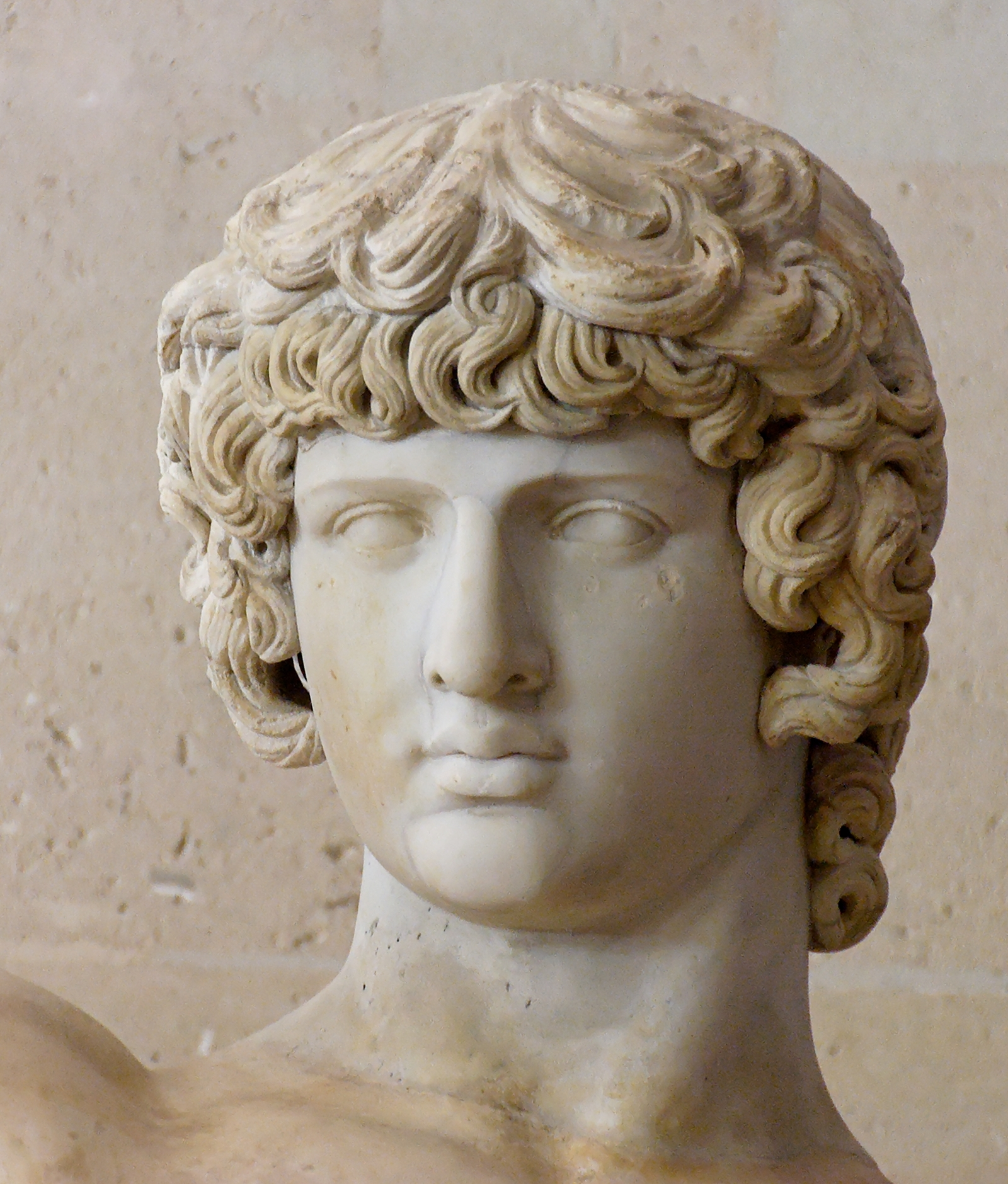
Particolare della testa dell'Antinoo Braschi.

L'Antinoo Braschi è una statua in marmo risalente al II secolo d.C., attualmente conservata al Museo del Louvre.
La statua esposta a Parigi è un montaggio moderno, data la non pertinenza della testa, raffigurante Antinoo, antica ma con notevoli segni di restauro, ed il corpo, riconducibile invece ad un altro soggetto, Ercole. In passato quest'opera è stata anche conosciuta come Antinoo Albani, mentre appartiene invece alla collezione Braschi.